# Sergei Konstantinowitsch Kostinski

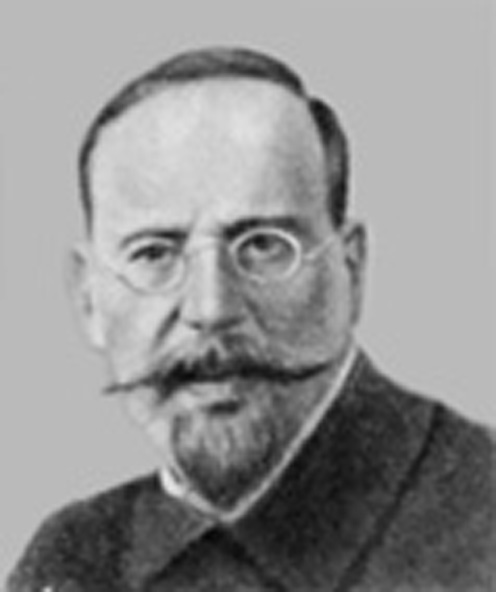
Sergei Konstantinowitsch Kostinski

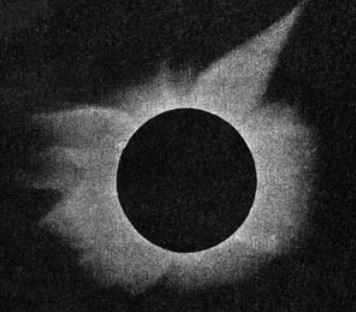
Fotografie der Sonnenkorona von Kostinski, 1896

Sergei Konstantinowitsch Kostinski (russisch Сергей Константинович Костинский, * 31. Julijul. / 12. August 1867greg. in Moskau; † 22. August 1936 in Pulkowo) war ein sowjetischer Astronom.

## Leben
Sergei Konstantinowitsch Kostinski wurde am 12. August 1867 in Moskau geboren. Als er drei Jahre alt war, starb sein Vater, so dass er mit seinen beiden Geschwistern von ihrer Mutter, die in der Nähe Moskaus einen landwirtschaftlichen Betrieb führte, großgezogen wurde. Nach Beendigung des Ersten Moskauer Gymnasiums begann er ein Studium an der mathematisch-physikalischen Fakultät der Moskauer Universität, wo er durch Fjodor Alexandrowitsch Bredichin und Witold Karlowitsch Zeraski zur Astronomie kam.
1890 ging Kostinski an das Pulkowo-Observatorium, wo er bis zu seinem Lebensende bleiben sollte. In den ersten Jahren seiner dortigen Arbeit beschäftigte er sich mittels eines Passageninstruments mit der Untersuchung der 1888 von Karl Friedrich Küstner entdeckten Polhöhenschwankung und veröffentlichte seine Messergebnisse.
Kostinski nahm an zwei Sonnenfinsternisexpeditionen teil, zur Sonnenfinsternis vom 9. August 1896 auf Nowaja Semlja und zur Sonnenfinsternis vom 21. August 1914 im Baltikum. Im Jahre 1900 führte er ein halbes Jahr lang Längengradbestimmungen auf Spitzbergen durch.
Ab 1895 wandte sich Kostinski unter Oskar Backlund seinen bedeutendsten Forschungen zu, nämlich der Astrofotografie. Er wurde nach Europa abkommandiert, um die Methoden und Probleme dieser damals neu aufgekommenen Forschungsrichtung bei Julius Scheiner, Max Wolf, Jacobus C. Kapteyn und den Gebrüdern Henry kennenzulernen. Zurückgekehrt nach Pulkowo begann er seine umfangreiche astrografische Beobachtungstätigkeit.
Dabei führte er zahlreiche Planetenbeobachtungen und Positionsbestimmungen durch und ermittelte Parallaxen und Eigenbewegungen von Sternen und Sternhaufen.
Bei den Auswertungen der Fotoplatten entdeckte er den heute sogenannten Kostinsky-Effekt. Dies  ist ein Effekt der fotochemischen Entwicklung. Dabei erhalten dicht beieinander liegende Schwärzungen, insbesondere bei längeren Belichtungszeiten, einen größeren Abstand, als ihnen tatsächlich zukommt, da die einander zugewandten Seiten der beiden Schwärzungen geringer entwickelt werden als die einander abgewandten.
Kostinksi galt als systemtreuer Sowjetbürger, guter Lehrer und bedeutender Wissenschaftler. Er hat während seiner 46-jährigen Tätigkeit am Pulkowo-Observatorium 112 wissenschaftliche Arbeiten veröffentlicht.  Sergei Konstantinowitsch Kostinski starb am 22. August 1936 an einer Rippenfellentzündung und wurde auf dem Friedhof am Pulkowo-Observatorium begraben.

## Ehrungen
- 1915 erhielt Kostinski die Ehrendoktorwürde der Lomonossow-Universität Moskau[6] und wurde korrespondierendes Mitglied der Russischen Akademie der Wissenschaften.[1]
- 1916 wurde Kostinski zum Wirklichen Staatsrat ernannt.[2]
- Der 1921 entdeckte Asteroid (3134) Kostinsky wurde nach Sergei Konstantinowitsch Kostinski benannt.[8]
- 1934 wurde Kostinski ohne Dissertation zum Doktor der Naturwissenschaften promoviert.[2]
- Im Jahre 1970 benannte die Internationale Astronomische Union den Mondkrater Kostinskiy offiziell nach Sergei Konstantinowitsch Kostinski.[9]